# Pulo Keunari
Pulo Keunari is een bestuurslaag in het regentschap Pidie van de provincie Atjeh, Indonesië. Pulo Keunari telt 478 inwoners (volkstelling 2010).